# 41-es busz (Pécs)
A pécsi 41-es jelzésű autóbusz a postavölgyi városrészt kapcsolja össze a Belvárossal. A vasútállomástól indul, érinti Temetőt és Árpádvárost. A reggeli és a délutáni csúcsidőben fél óránként jár. 48 perc alatt teszi meg a 16 km-es utat.

## Története
1949. április 30-án indult az első járat Széchenyi tér – Postavölgy – Nagyárpád útvonalon. 1976. augusztus 31-én a régi Piac téri távolsági pályaudvarról a Főpályaudvarra kerül a 41-es járat végállomása. Az 1970-es években kapott új fordulót a járat Reménypusztánál, addig csak Postavölgyig járt. 1987. október 24-éig a temetőt a keleti oldalán kerülte meg. Az 58-as főút reménypusztai körforgalmának megépítése óta a járat ott fordul.
2018. június 18-ától hétvégén egyes járatok 41-es jelzéssel Nagyárpád betéréssel közlekednek.

## Útvonala
| Főpályaudvar → Árkád → Árpádváros → Rovitex | Rovitex → Árpádváros → Árkád → Főpályaudvar |
| --- | --- |
| Főpályaudvar – Vasút utca – Kálvin utca – Bajcsy-Zsilinszky utca – Nagy Lajos király útja – Alsómalom utca – Árpád híd – Siklósi út – Kanizsai Dorottya út – Nagypostavölgy alsó út – Postavölgyi út – Nagypostavölgyi út – Rovitex | Rovitex – Nagypostavölgyi út – Postavölgyi út – Nagypostavölgy alsó út – Kanizsai Dorottya út – Siklósi út – Alsómalom utca – Nagy Lajos király útja – Bajcsy-Zsilinszky utca – Kálvin János utca – Vasút utca – Főpályaudvar |
| Rovitex → Nagyárpád → Árpádváros → Árkád → Főpályaudvar | |
| Rovitex – Nagypostavölgyi út – Postavölgyi út – Kanizsai Dorottya út – Kemény Zsigmond utca – Németh Béla utca – Nagyárpád, forduló – Németh Béla utca – Kemény Zsigmond utca – Kanizsai Dorottya út – Siklósi út – Árpád híd – Alsómalom utca – Nagy Lajos király útja – Bajcsy-Zsilinszky utca – Kálvin János utca – Vasút utca – Főpályaudvar | |

## Megállóhelyei
| 41 (Rovitex – Főpályaudvar) |          |                         |          | |                                                           |
| Perc (↓)                    | Perc (↓) | Megállóhely             | Perc (↑) | Megállóhelyet érintő járatok | Létesítmények                                             |
| 0                           | 0        | Rovitex végállomás      | 22       | 41, 41E, 41Y, 43 · Helyközi autóbuszok |                                                           |
| 1                           | 1        | Postavölgy felső        | 19       | 41, 41E, 41Y, 43 |                                                           |
| 1                           | 1        | Postavölgy              | 18       | 41, 41E, 41Y, 43 |                                                           |
| 2                           | 2        | Postavölgy alsó         | 17       | 41, 41E, 41Y, 43 |                                                           |
| 3                           | 3        | Vegyesbolt              | 16       | 41, 41E, 41Y, 43 |                                                           |
| 4                           | 4        | Trafóház                | 15       | 41, 41E, 41Y, 43 |                                                           |
| 5                           | 5        | Kálinger                | 14       | 41, 41E, 41Y, 43 |                                                           |
| 6                           | 6        | Hőtávvezeték            | 12       | 41, 41E, 41Y, 43, 142 |                                                           |
| ∫                           | 8        | Kiss János utca         | ∫        | 41, 41Y, 42, 42Y, 43, 142 |                                                           |
| ∫                           | 10       | Nagyárpád               | ∫        | 41, 41Y, 42, 42Y, 43, 142 |                                                           |
| ∫                           | 11       | Kiss János utca         | ∫        | 41, 41Y, 42, 42Y, 43, 142 |                                                           |
| 8                           | 13       | Árpádváros              | 11       | 41, 41E, 42Y, 43, 121, 142 |                                                           |
| 10                          | 15       | Temető déli kapu        | 9        | 6, 7, 7Y, 8, 41, 42Y, 43, 73, 73Y, 142 | Temető, Park Center                                       |
| 11                          | 16       | Temető északi kapu      | 8        | 6, 7, 7Y, 8, 22, 23, 23Y, 24, 33, 41, 42Y, 43, 73, 73Y, 142 · Helyközi autóbuszok | Temető, Honvéd Kórház                                     |
| 13                          | 18       | Béke utca               | 6        | 6, 7, 7Y, 8, 22, 23, 23Y, 24, 41, 41Y, 42, 42Y, 43, 73, 73Y | Interspar                                                 |
| 14                          | 19       | Bőrgyár                 | 5        | 3, 6, 7, 7Y, 8, 22, 23, 23Y, 24, 33, 41, 41Y, 42, 42Y, 43, 60, 60A, 60Y, 73, 73Y, 103, 130, 130A · Helyközi autóbuszok | Bőrgyár                                                   |
| 17                          | 22       | Árkád, autóbusz-állomás | 3        | 3, 3E, 6, 6E, 7, 7Y, 8, 20, 21, 21A, 22, 23, 23Y, 24, 41, 41E, 41Y, 42, 42Y, 43, 60, 60A, 60Y, 73, 73Y, 103, 107E, 109E, 121, 130, 130A · Helyközi és távolsági autóbuszok                                                                                    | Árkád, Távolsági autóbusz-állomás                         |
| 20                          | 24       | Főpályaudvar végállomás | 0        | 3, 3E, 4, 4Y, 6, 6E, 7, 7Y, 8, 13, 13E, 13Y, 14, 14Y, 15, 15A, 20, 30, 31, 32, 32Y, 33, 34, 34Y, 35, 35Y, 36, 37, 38, 38Y, 39, 40, 41, 41E, 41Y, 42, 42Y, 43, 44, 46, 47, 73, 73Y, 104, 104A, 104E, 104Y, 130, 130A, 140 · Helyközi autóbuszok · Főpályaudvar | Vasútállomás, MÁV Területi Igazgatósága, Autóbusz-állomás |